# Scott Krinsky
Scott Krinsky (* 24. listopadu 1968, Washington, D.C., USA) je americký herec a komik známý svou rolí Jeffa Barnese v televizním seriálu Chuck a Darryla v O.C..
Narodil se ve Washington, D.C. v roce 1968 a chodil na Salisbury University, kde se specializoval na Sdělovací a vysílací žurnalistiku. Také chodil na Požitkářskou školu kulinářských umění v Los Angeles.
Kromě herectví je také spisovatel a stand-up komik. Účinkoval v The Comedy Store a Improv v L.A.

## Filmografie

### Filmy
| Rok  | Film                        | Role                  | Další poznámky      |
| ---- | --------------------------- | --------------------- | ------------------- |
| 1994 | Princezna                   | člen skupiny          |                     |
| 2001 | Cutting Tom Finn            | Harry                 |                     |
| 2005 | The Dry Spell               | Joseyho otec          |                     |
| 2006 | Shamelove                   | bezdomovec            |                     |
| 2006 | Love Made Easy              | Potencionální kupce   |                     |
| 2006 | Drain Baby                  | Pan Jenkins           |                     |
| 2010 | Silverlake Video: The Movie | Garth                 |                     |
| 2011 | Transformers 3              | pracovník společnosti |                     |
| 2011 | Rabbit Cop                  |                       |                     |
| 2012 | Closure                     | Him                   | krátkometrážní film |
| 2012 | American Idiots             | člen kmenu Awanata    |                     |
| 2012 | The Money Shot              | Jimmy                 | krátkometrážní film |
| 2013 | Tandem                      | Bart                  | krátkometrážní film |
| 2013 | Jobs                        | pracovník v Homebrew  |                     |
| 2014 | Godsdotcom                  | Zeuss                 | krátkometrážní film |
| 2014 | No Extras                   | číšník                | krátkometrážní film |
| 2015 | Transdarinka                | John                  |                     |
| 2017 | Labyrint podle Davea        | Leonard               |                     |
| 2017 | Get Big                     | Tommy                 |                     |
| 2018 | Myra                        | Charlie               |                     |
| 2018 | Andover                     | Lester                |                     |

### Televize
| Rok       | Seriál                                               | Role                  | Poznámky                     |
| --------- | ---------------------------------------------------- | --------------------- | ---------------------------- |
| 2005      | Beze stopy                                           | muž                   | díl: „Zatmění“               |
| 2006–2007 | O.C.                                                 | Darryl                | 5 dílů                       |
| 2007–2012 | Chuck                                                | Jeffrey „Jeff“ Barnes | hlavní role, 91 dílů         |
| 2008      | Chuck: Meet the Nerd Herders                         | Jeffrey „Jeff“ Barnes | 3 díly                       |
| 2008      | Chuck Versus the Webisodes                           | Jeffrey „Jeff“ Barnes | 5 dílů                       |
| 2008      | Buy More                                             | Jeffrey „Jeff“ Barnes | 5 dílů                       |
| 2010      | Chuck Presents: Buy Hard - The Jeff and Lester Story | Jeffrey „Jeff“ Barnes | 5 dílů                       |
| 2011      | Choke.Kick.Girl: The Series                          | klaun                 | 3 díly                       |
| 2009      | Parks and Recreation                                 |                       |                              |
| 2014      | Twinzies: Couples Therapy                            | Lenny                 | díl: „The Invasion of Lenny“ |
| 2015      | A Cannibal's Handshake                               | Richie Caan           | 2 díly                       |
| 2016      | History of the World... For Now                      | farmář č. 2           | díl: „I'm a Believer“        |
| 2016      | Togetherness                                         | Belyakov              | 2 díly                       |
| 2016      | Maron                                                | Zach                  | díl: „Dave's TV show“        |